# Del Rio (Texas)
Del Rio település az Amerikai Egyesült Államok Texas államában, Val Verde megyében, melynek megyeszékhelye is. Lakosainak száma 34 673 fő (2020. április 1.).

## Népesség
A település népességének változása:

| 2010 | 35 591 |
| 2020 | 34 673 |